# Conflito israelo-palestino de 2021
A Crise Israelo-Palestina de 2021 foi um conflito armado entre israelenses e palestinos que ocorreu entre 6 e 21 de maio de 2021, sendo marcado por protestos e tumultos, controle de distúrbios policiais, ataques de foguetes contra Israel pelo Hamas e Jihad Islâmica Palestina e ataques aéreos retaliatórios israelenses contra a Faixa de Gaza. Israel apelidou sua operação militar de Operação Guardião das Muralhas.
Em maio de 2021, ocorreram confrontos entre manifestantes palestinos e a polícia israelense sobre uma decisão planejada da Suprema Corte Israelense sobre despejos de palestinos em Sheikh Jarrah, Jerusalém Oriental. Os confrontos, que coincidiram com os feriados de Laylat al-Qadr e o Dia de Jerusalém, resultaram em mais de trezentas pessoas feridas, a maioria delas civis palestinos e mais de vinte palestinos mortos. Os ataques atraíram condenação internacional para ambos os lados e resultaram no adiamento da decisão da Suprema Corte em trinta dias, depois que o procurador-geral de Israel procurou reduzir as tensões. Em 9 de maio, depois que os palestinos no Monte do Templo estocaram placas, pedras e fogos de artifício, as forças policiais israelenses invadiram a Mesquita de Al-Aqsa, um importante local sagrado para os muçulmanos, antes de uma marcha de judeus nacionalistas que foi posteriormente cancelada, realizada no feriado israelense do Dia de Jerusalém.
Durante as duas semanas de conflito, grupos palestinos como o Hamas e Jihad Islâmica dispararam mais de 4 000 foguetes contra Israel a partir de Gaza, dirigidos primeiramente à região central israelense, inclusive Jerusalém e Bete-Semes, e depois contra cidades israelenses fronteiriças, Asquelom e Asdode, e na direção de Telavive, que causaram a morte de pelo menos onze civis israelenses e um militar, além de dezenas de feridos, bem como danos de extensões variadas a residências e escolas em Israel. Desde o início do disparo dos foguetes palestinos, as Forças de Defesa de Israel empreenderam uma campanha de bombardeios localizados contra as bases militares e tubos de lançamento de foguetes palestinos, os quais se situam aterrados dentro da área urbana da Faixa de Gaza, densamente povoada por civis palestinos. Mais de 230 palestinos foram mortos, incluindo comandantes de organizações islamitas, operadores de foguetes e civis palestinos, especialmente em Gaza, no decorrer das hostilidades, como resultado dos bombardeios israelenses e de centenas de foguetes palestinos que caíram dentro de Gaza, sem chegar ao espaço aéreo israelense. Tanto Israel quanto a organização Defense for Children ("Em Defesa das Crianças", em tradução livre), um grupo palestino de direitos humanos, afirmam que vários dos civis palestinos mortos foram atingidos pelos foguetes do Hamas que caíram dentro de Gaza, e não pelos bombardeios israelenses, embora a Defense for Children afirme também que algumas crianças morreram devido aos bombardeios israelenses.
Em 20 de maio, após onze dias de intensos hostilidades, Israel e Hamas concordaram com um cessar-fogo, que entrou em vigor na madrugada do dia seguinte. Naquela altura, quase 300 pessoas já tinham morrido (a maioria palestinos).

## Contexto
Esperava-se que a Suprema Corte de Israel proferisse uma decisão sobre a manutenção do despejo de seis famílias palestinas do bairro Sheikh Jarrah em Jerusalém Oriental em 10 de maio de 2021. Reclamações sobre o xeque Jarrah têm sido uma questão controversa há séculos. Dois trustes judeus compraram uma seção do Sheikh Jarrah de proprietários árabes em 1876. Durante a guerra árabe-israelense de 1948, a Jordânia capturou a área. A Jordânia, com o apoio das Nações Unidas, construiu 28 casas para refugiados palestinos que fugiram do recém-formado Estado de Israel. Durante a Guerra dos Seis Dias em 1967, a área foi recapturada por Israel e a propriedade das casas foi devolvida aos trustes judeus. Os trustes judeus venderam as casas para uma organização de colonos de direita, que desde então tem feito repetidas tentativas de despejar os residentes palestinos. De acordo com a lei israelense, os israelenses têm o direito de reclamar propriedades em Jerusalém Oriental pertencentes a judeus antes da Guerra Árabe-Israelense de 1948, mas os palestinos não têm direito semelhante em relação a propriedades anteriormente pertencentes a não judeus.
Itamar Ben-Gvir, um político israelense de extrema direita, visitou o xeque Jarrah pouco antes do início dos confrontos, onde disse que as casas pertenciam a judeus e disse à polícia para "abrir fogo" contra os manifestantes. A Agence France-Presse relatou que colonos israelenses foram vistos em Sheikh Jarrah carregando abertamente rifles de assalto e revólveres que antecederam os confrontos. Os confrontos anteriores começaram após o fechamento do portão de Damasco pelo governo israelense, um local popular para os muçulmanos se reunirem durante o Ramadã, e quando o governo israelense impôs um limite de 10 000 pessoas para orar na mesquita de Al-Aqsa.
Os manifestantes palestinos também ficaram frustrados com a decisão do presidente do Estado da Palestina, Mahmoud Abbas, de adiar as eleições legislativas palestinas de 2021, acreditando que ele o fez para evitar a derrota política de seu partido Fatah.

## Escalada da violência

### Confrontos iniciais na Cisjordânia

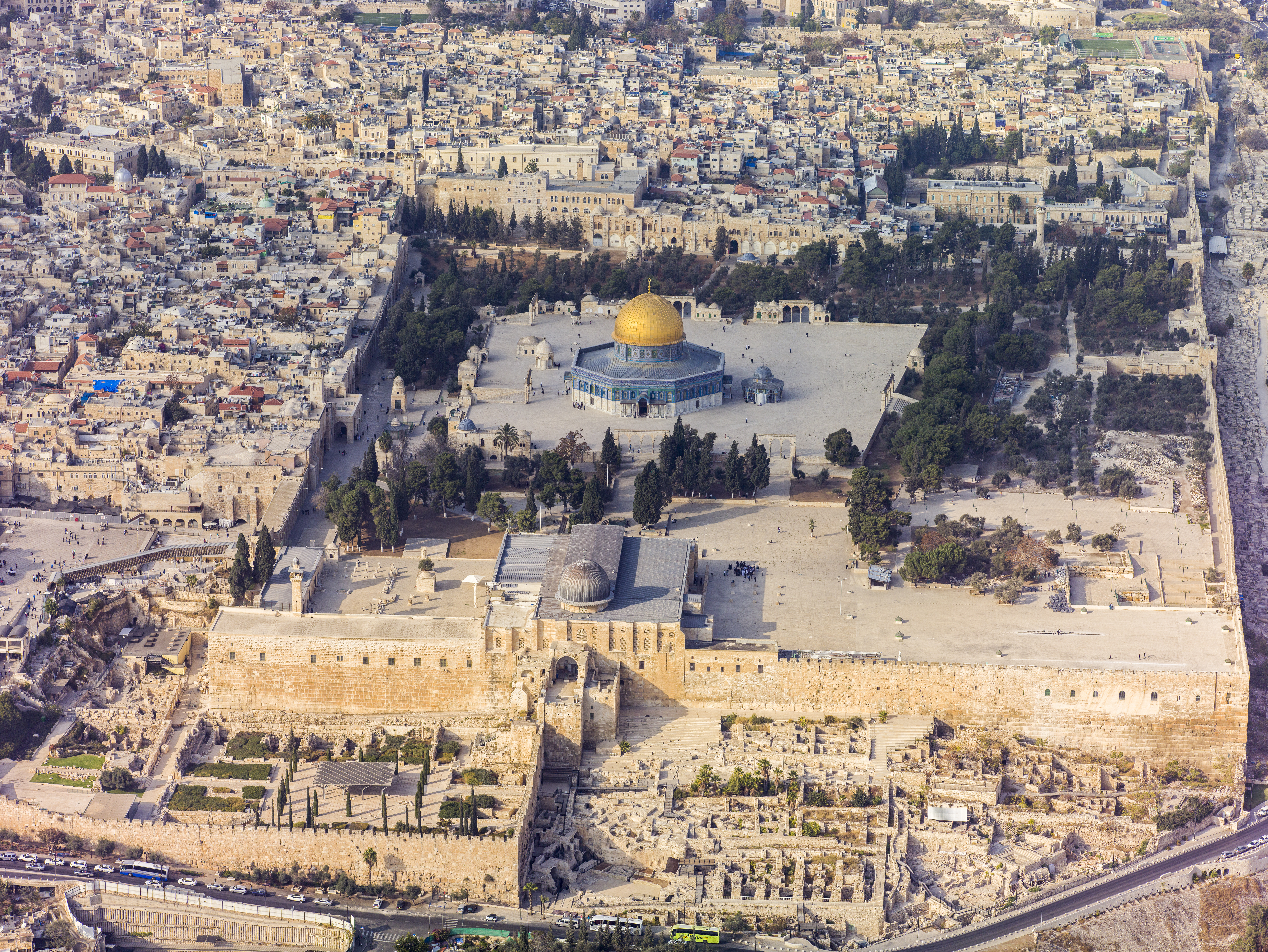
Fotografia aérea da Mesquita de Al-Aqsa, no Monte do Templo, local de alguns dos confrontos.

Palestinos e colonos israelenses entraram em confronto pela primeira vez em 6 de maio e foram interrompidos pela intervenção da polícia israelense que prendeu pelo menos 7 pessoas. Outros confrontos ocorreram na mesquita de Al-Aqsa. O Crescente Vermelho Palestino disse que 136 pessoas ficaram feridas em Jerusalém naquela noite, com o governo israelense afirmando que seis policiais também ficaram feridos.
Mais confrontos ocorreram em 8 de maio, data da noite sagrada islâmica de Laylat al-Qadr. Multidões palestinas atiraram pedras, acenderam fogueiras e gritaram "Ataque em Tel Aviv" e "Judeus, lembrem-se de Khaybar, o exército de Maomé está voltando" enquanto seguravam bandeiras do Hamas. A polícia israelense, usando equipamento antimotim e alguns a cavalo, usou granadas de efeito moral e canhões de água. Pelo menos 80 pessoas ficaram feridas.
Na manhã de 9 de maio, as forças israelenses invadiram a Mesquita de Al-Aqsa, o terceiro local mais sagrado do Islã, ferindo centenas. Palestinos atiraram pedras, fogos de artifício e objetos pesados, enquanto a polícia israelense disparou granadas de choque e balas de borracha. O ataque ocorreu antes de uma marcha com bandeira no Dia de Jerusalém por nacionalistas judeus pela Cidade Velha. Pelo menos 215 palestinos ficaram feridos, 153 dos quais hospitalizados. Militantes em Gaza dispararam foguetes contra Israel durante a noite.

### Comunidade árabe em Israel

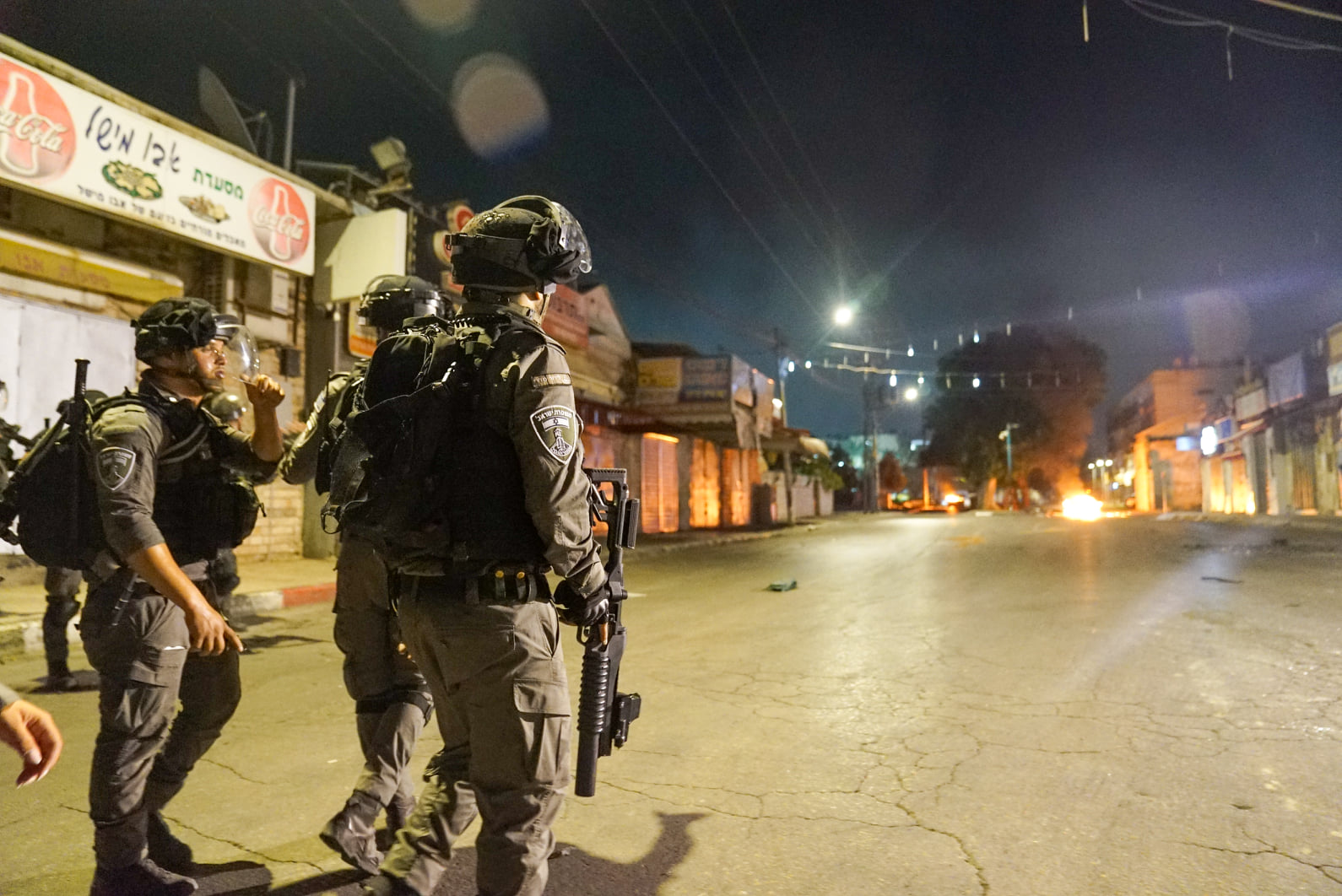
Policiais israelenses em Lida, no Distrito Central de Israel.

Diferente dos conflitos recentes na região, onde cidadãos israelenses de origem árabe permaneciam majoritariamente passivos, desta vez confrontos e manifestações antigoverno foram reportados. Na noite de 10 de maio, um grupo de árabes Lida lançou pedras e bombas incendiárias contra lares e escolas judaicas, acertando ainda uma sinagoga, e mais tarde investindo contra um hospital. Tiros foram disparados contra os manifestantes árabes, provavelmente por um militante judeu, matando um deles e ferindo outros dois. Em 13 de maio, a violência escalou consideravelmente entre as comunidades judaicas e israelenses, com "motins, esfaqueamentos, incêndios criminosos, tentativas de invasão de domicílio e tiroteios" sendo reportados nas cidades de Bersebá, Rahat, Ramla, Lida, Nasiriyah, Tiberíades, Jerusalém, Haifa e Acre.
Em 17 de maio, a violência dentro de Israel havia declinado consideravelmente. No entanto, em 18 de maio, árabes israelenses, juntamente com palestinos na Cisjordânia e na Faixa de Gaza, realizaram uma greve geral em protesto contra as políticas israelenses para com os palestinos.
Durante as revoltas, os revoltosos árabes tacaram fogo contra dez sinagogas e 112 lares judeus, saquearam 386 casas de judeus e danificaram outras 673, e queimaram 849 carros de judeus. Também foi reportado pelo menos 5 018 casos de agressão via pedradas contra judeus. Em contraste, manifestantes judeus incendiaram treze lares de árabes e queimaram mais de treze carros de árabes, ferindo a pedrada pelo menos 41 pessoas. Linchamentos foram reportados e pelo menos um cidadão árabe foi queimado vivo, possivelmente por outros árabes que confundiram ele com um judeu. Cerca de 1 000 pessoas foram presas nas primeiras duas semanas de maio.

### Conflito em Gaza

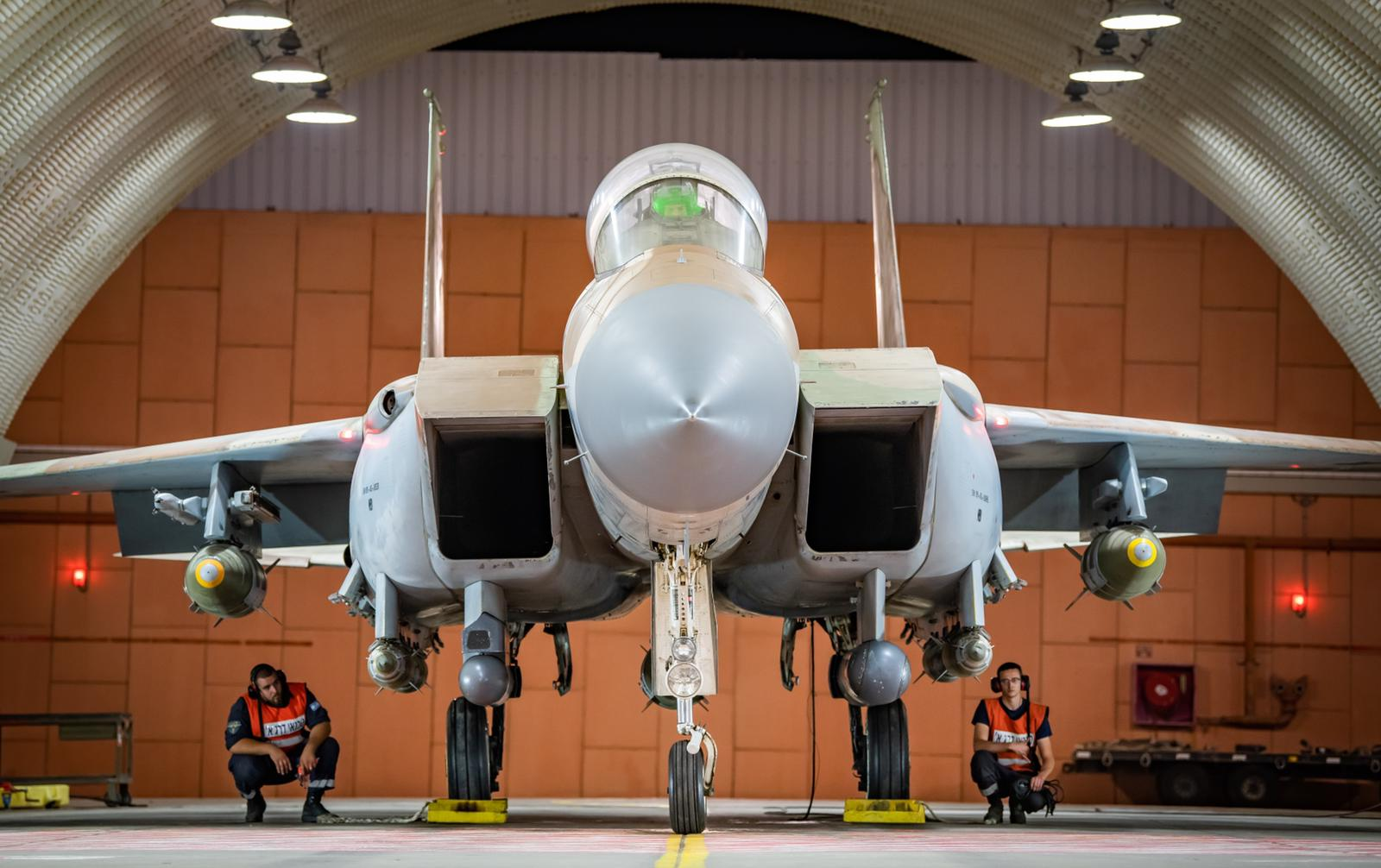
Um caça F-15 israelense participando da Operação Guardião das Muralhas.

Em 10 de maio, o Hamas disparou mais de 150 foguetes contra Israel a partir de Gaza, de acordo com os militares israelenses. As Forças de Defesa de Israel disseram que sete foguetes foram disparados contra as cidades de Jerusalém e Bete-Semes, e que um foi interceptado.
No mesmo dia, Israel lançou ataques aéreos na faixa de Gaza contra as bases militares e tubos de lançamento de foguetes palestinos. Um comandante do Hamas, identificado como Mohammed Abdullah Fayyad foi morto. Neste dia, morreram vinte civis palestinos, nove dos quais eram crianças.
De acordo com a liderança militar israelense, pelo menos duzentos foguetes disparados contra Israel falharam e caíram na Faixa de Gaza, sendo incerto o número de mortes e danos que provocaram entre os palestinos. O primeiro-ministro israelense, Benjamin Netanyahu, prometeu manter os ataques aéreos contra o Hamas até que o grupo parasse de lançar seus foguetes contra Israel.

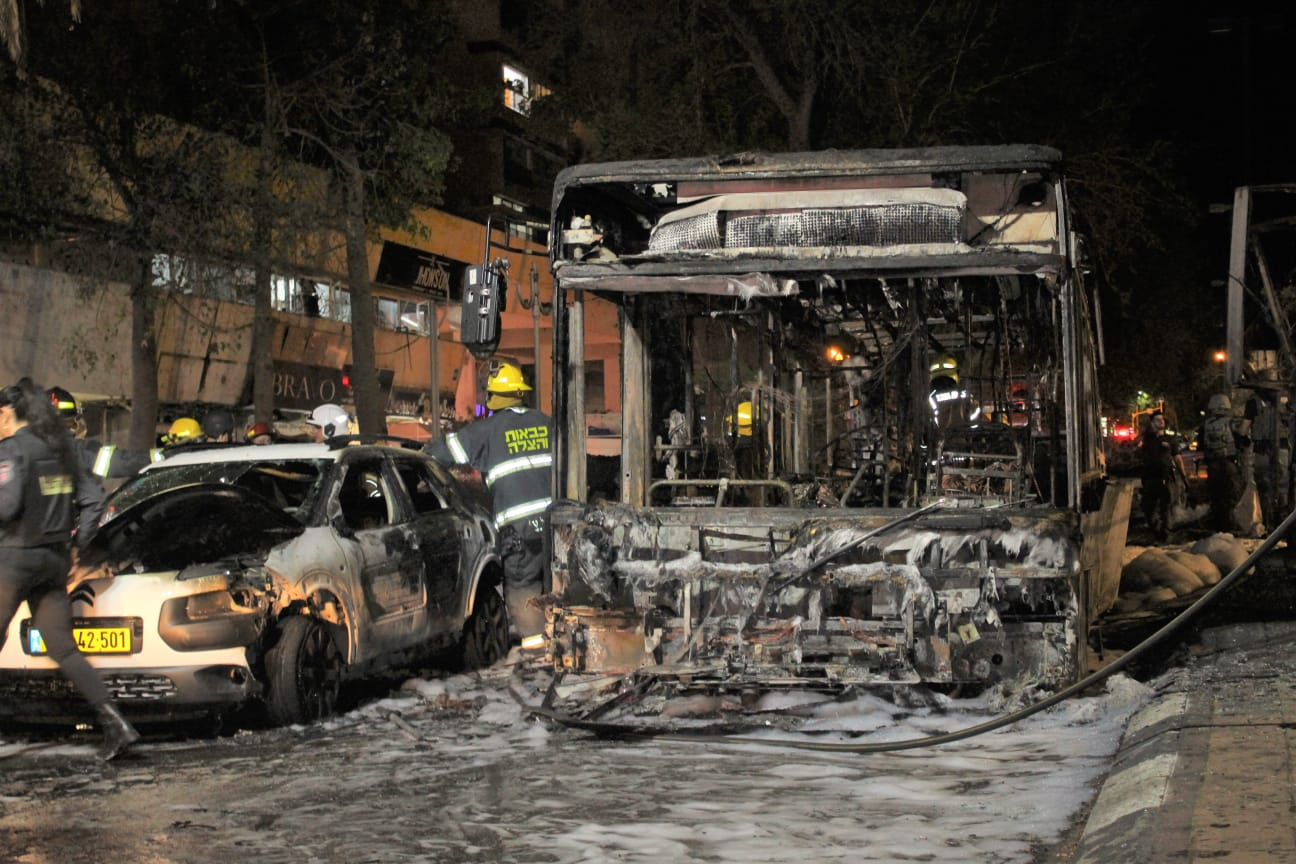
Ônibus e automóvel destruídos por incêndio causado por foguete palestino na cidade israelense de Holon, na região de Telavive, em 11 de maio de 2021.

Em 12 de maio, a Força Aérea Israelense destruiu dezenas de bases militares palestinas na Faixa de Gaza; o Hamas afirmou que o quartel-general da polícia local foi destruída. Os palestinos retaliaram lançando mais de 850 foguetes de Gaza contra as regiões meridional e central de Israel, com muitos sendo interceptados pelo sistema defensivo Cúpula de Ferro, cerca de 90%, segundo estimativas. Entretanto, os foguetes causaram a morte de dois civis israelenses, além de ferir vários.
As Forças de Defesa de Israel lançaram uma série de bombardeios coordenados na cidade de Gaza e em Khan Yunis, matando quatro altos-comandantes da liderança militar do Hamas que estavam ligados ao desenvolvimento e produção de armamentos. A Agência de Segurança de Israel (Shin Bet) identificou os comandantes do Hamas como: Bassem Issa, comandante da brigada do Hamas na cidade de Gaza; Jamaa Tahla, chefe do comando virtual e responsável por melhorar a precisão dos foguetes do grupo; Jamal Zabeda, chefe de pesquisa e projetos especiais no departamento de produção de armamento; e Hazzem Hatib, engenheiro-chefe do departamento de produção de armas. De acordo com a agência israelense, Sami Radwan, que liderava o departamento de inteligência técnico do Hamas, e Walid Smali, que estava encarregado dos equipamentos industriais para o departamento de produção de armas do grupo, também foram mortos em um ataque anterior a bases do Hamas. A agência israelense afirmou ainda: "Além desses, dez outros militantes que operavam o departamento de produção, pesquisa e desenvolvimento de armamentos do Hamas foram mortos".

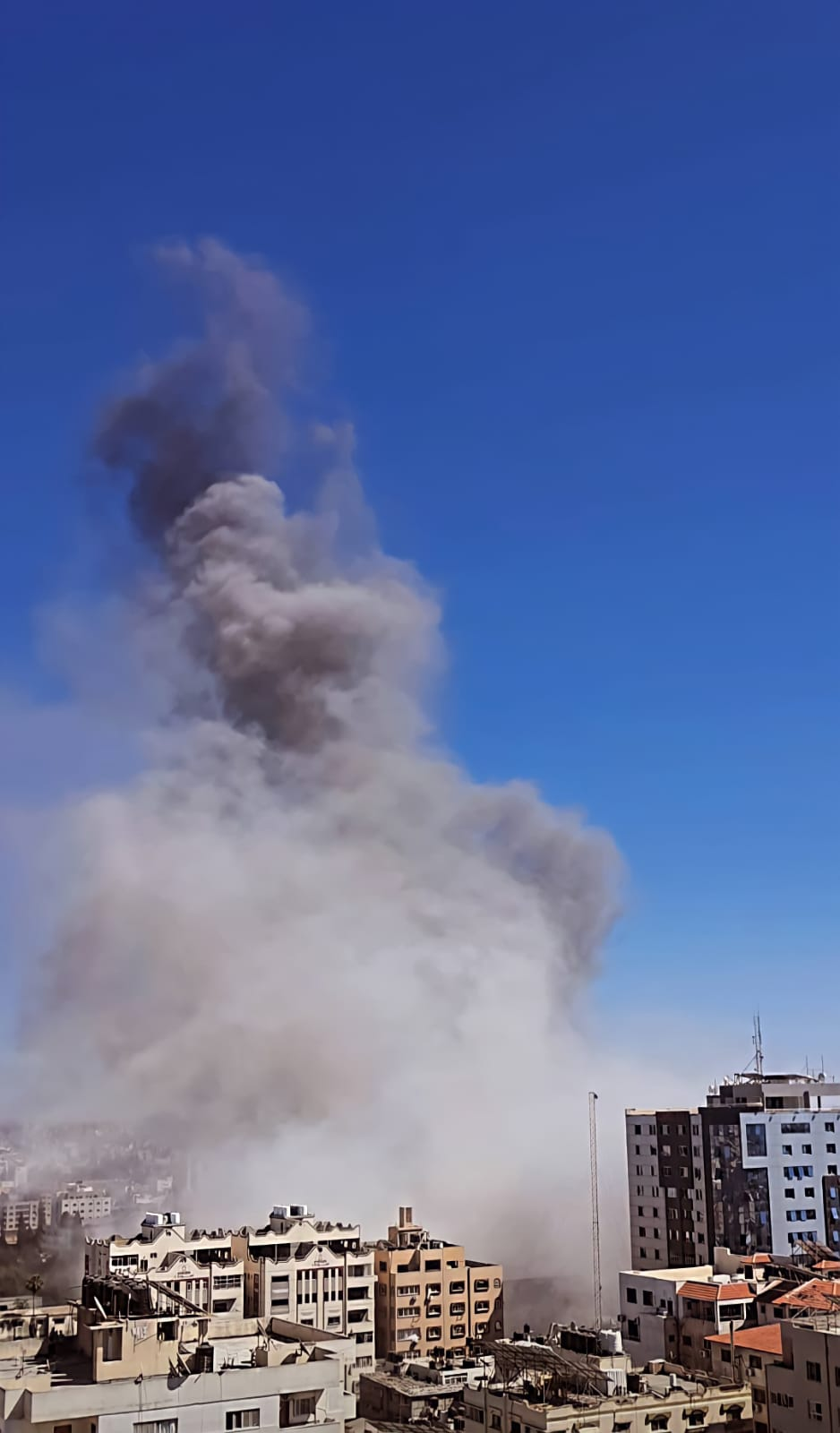
Um escritório em Gaza bombardeado por aviões israelenses.

Em 14 de maio, o exército israelense afirmou que possuía meios aéreos e terrestres na Faixa de Gaza, mobilizando tropas na fronteira, embora a liderança militar de Israel tenha voltado atrás e afirmado que a missão dos soldados por lá era para patrulhas e destruição de túneis do Hamas na região. De acordo com fontes de Israel, até 15 de maio, os ataques aéreos israelenses teriam matado "centenas" de membros do Hamas e, além disso, ao menos 20 de seus comandantes foram assassinados e muito de sua infraestrutura para fabricação de foguetes foi destruída.
Em 15 de maio, a força aérea de Israel bombardeou o prédio de al-Jalaa, em Gaza, que abrigava jornalistas da Al Jazeera e Associated Press, além de outros escritórios e apartamentos comuns. O prédio foi atingido por pelo menos quatro mísseis. A liderança militar israelense alertou as pessoas no prédio que o ataque aconteceria, forçando os ocupantes do edifício a evacuar de forma apressada. Este ataque recebeu condenação internacional.

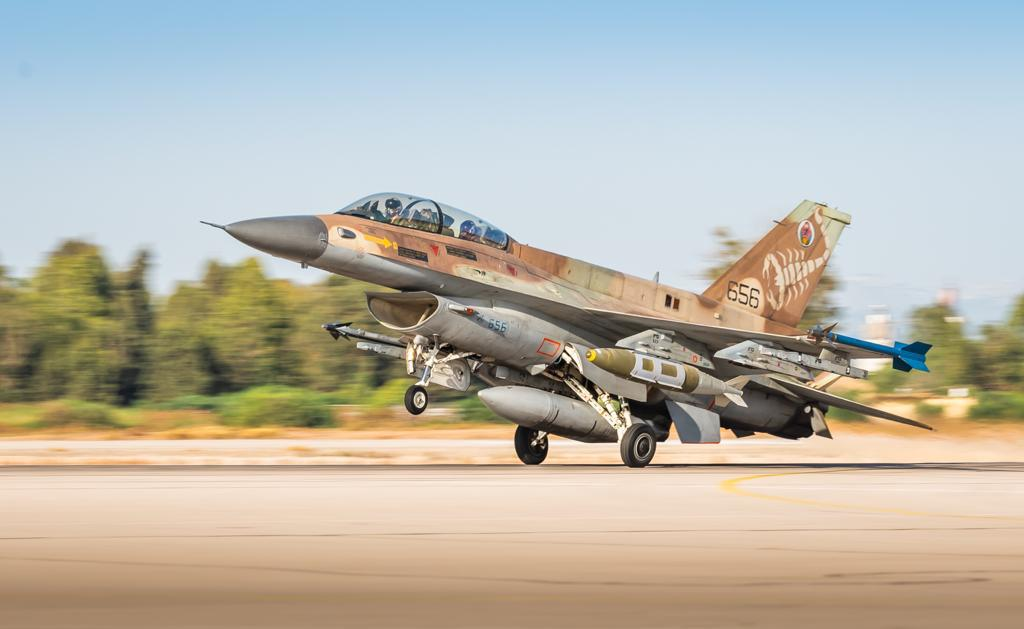
Um caça F-16 israelense indo bombardear alvos do Hamas na Faixa de Gaza, em 13 de maio.

Durante o conflito, Israel foi acusado pelos palestinos e organizações de direitos humanos de bombardeio indiscriminado que deixava dezenas de civis mortos. O governo e os militares israelenses, contudo, se defenderam afirmando que o Hamas colocava seus meios ofensivos no meio de regiões densamente povoadas e abrigava mulheres e crianças nos seus escritórios como uma forma de "escudo humano", embora essa versão seja altamente contestada. Até 16 de maio, de acordo com o exército de Israel, em duas semanas, o Hamas tinha disparado mais de 2 000 foguetes contra o território israelense a partir de Gaza; mais da metade destes foram interceptados pelo sistema defensivo do país, mas pelo menos nove civis já tinham morrido até então.

### Fronteira israelo-libanesa
Em 13 de maio, três foguetes foram disparados do campo de refugiados palestinos de al-Rashidiya, no sul do Líbano, mas caíram no Mar Mediterrâneo. O Hezbollah negou a responsabilidade pelos disparos e tropas libanesas foram enviadas para o campo de refugiados e acabaram apreendendo dezenas de foguetes clandestinos.

### Cessar-fogo
Desde o início das hostilidades, várias nações da região (como Egito) tentavam negociar um cessar fogo. Finalmente, em 20 de maio, Israel e Hamas concordaram em mutualmente encerrar as hostilidades, por volta das 2h da manhã de 21 maio (horário local).

## Reações

### Às tensões e conflitos em Jerusalém

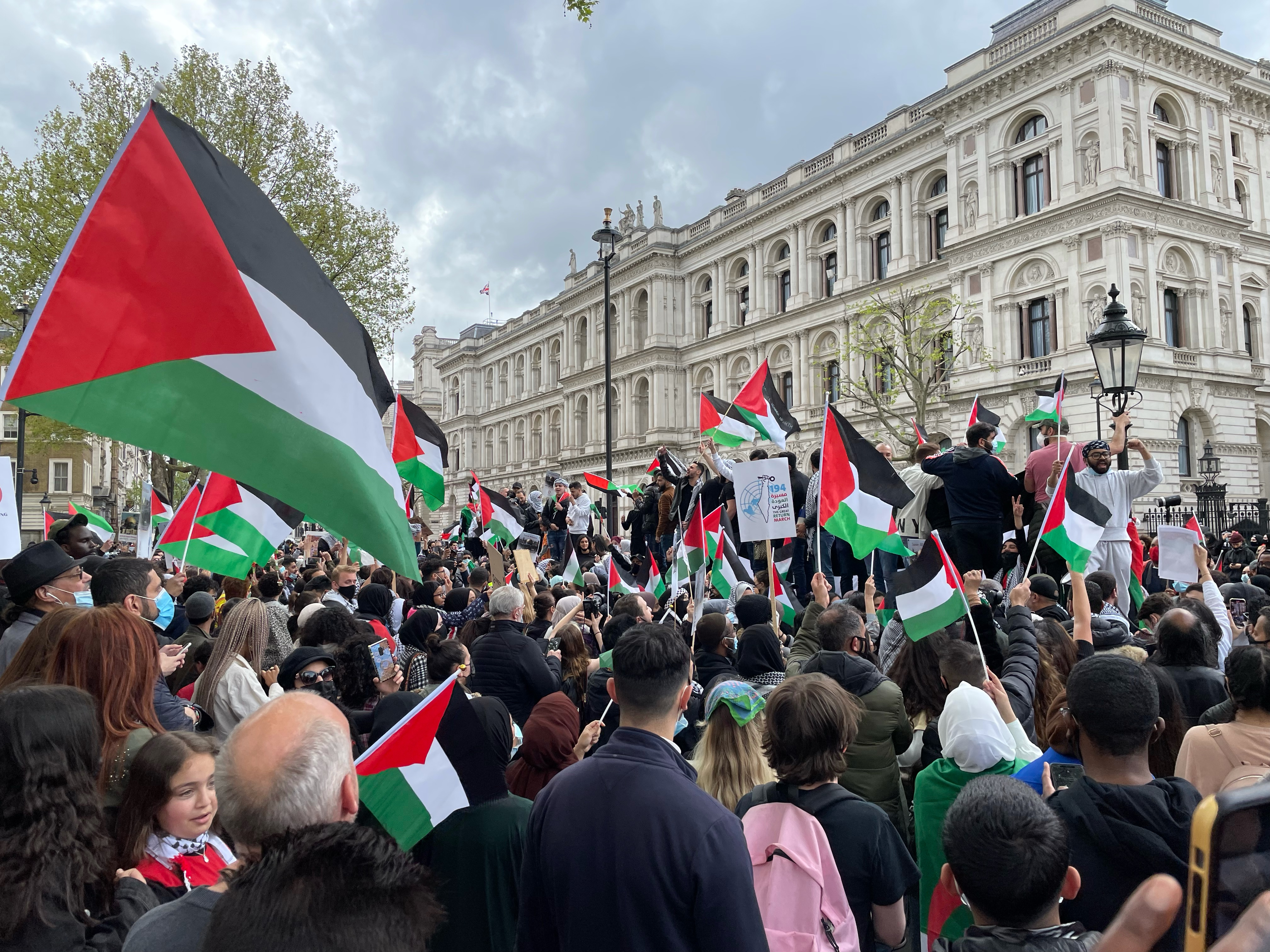
Manifestantes pró-Palestina em Londres.

Após os confrontos entre a polícia israelense e manifestantes palestinos no pátio da Mesquita de Al-Aqsa na noite do dia 8 de maio de 2021 e na manhã do dia seguinte, diplomatas americanos solicitaram a ambos os lados que reduzissem as tensões e preservassem o status quo no local. O primeiro-ministro israelense Benjamin Netanyahu defendeu as ações da polícia israelense e disse que Israel "não permitirá que nenhum elemento radical abale a calma". Ele também disse "rejeitamos firmemente a pressão para não construir em Jerusalém". Autoridades israelenses pediram ao governo americano que não interviesse na situação.
Em 9 de maio, diante da tensão crescente, o primeiro-ministro israelense, Benjamin Netanyahu, resolveu redirecionar a rota da marcha de bandeiras na comemoração do dia de Jerusalém, que seria realizada no dia seguinte, de modo que não atravessasse o Portão de Damasco, onde os muçulmanos tradicionalmente celebram as festividades do final do Ramadã, e no mesmo dia a suprema corte israelense, diante de uma intervenção do procurador-geral, Avichai Mandelblit, adiou por trinta dias a esperada audiência sobre os despejos no bairro de Sheikh Jarrah, que seria realizada no dia seguinte. A polícia de Israel também proibiu os judeus de irem à esplanada de Al-Aqsa para as festividades do dia de Jerusalém.
Em 10 de maio, o presidente da Autoridade Palestina, Mahmoud Abbas, emitiu uma declaração de que "a violenta invasão e assalto aos fiéis na abençoada Mesquita de Al-Aqsa e seus pátios é um novo desafio para a comunidade internacional". No mesmo dia, Israel fechou a passagem de fronteira de Kerem Shalom, inclusive para ajuda humanitária, a fim de evitar que mais palestinos viessem a Jerusalém.
Um porta-voz do Movimento Jihad Islâmica na Palestina disse que Israel "iniciou a agressão a Jerusalém. Se essa agressão não acabar, não adianta esforços diplomáticos para chegar a um cessar-fogo”. O Hamas deu um ultimato ao governo de Israel, dizendo que se eles não retirassem as forças da mesquita até as 2h da manhã do dia 11 de maio, eles conduziriam outro ataque de foguetes.

### Aos ataques de foguetes palestinos e à Operação Guardião das Muralhas

#### Dos israelenses
Após o lançamento de centenas de foguetes contra Israel no dia 10 de maio, o primeiro-ministro israelense, Benjamin Netanyahu, prometeu manter os ataques aéreos contra o Hamas até que o grupo parasse de lançar seus foguetes contra Israel.
No dia 12 de maio, várias autoridades israelenses reuniram-se para fazer um pronunciamento à nação. O primeiro-ministro conclamou a população a buscar abrigos e refúgios antibombas, e avisou que o Hamas pagaria um preço alto por sua agressão, e que "o sangue de seus líderes está sobre suas próprias cabeças", isto é, os líderes do Hamas que viessem a ser executados por militares israelenses haveriam de receber tal destino por causa da violência que eles mesmos praticaram. O diretor das Forças de Defesa de Israel, Aviv Kohavi, afirmou que "todas as defesas aéreas estavam sendo empregadas para impedir os ataques de foguetes, com grande sucesso, ainda que não hermeticamente”. Segundo a imprensa israelense, o diretor da Agência de Segurança de Israel (Shin Bet), Nadav Argaman, afirmou tacitamente que "o Hamas planejou uma escalada de conflitos que os conselheiros de inteligência de Israel não conseguiram prever" e que era "inadmissível" que um grupo terrorista estivesse ameaçando Israel.
Alguns dias após o início do conflito, a imprensa israelense afirmou que, enquanto o Hamas lança uma forte campanha na Faixa de Gaza contra Israel, e se espalham os casos de vandalismo e depredação praticados por árabes-israelenses nas cidades de todo o país, os palestinos da Cisjordânia constituem exceção, havendo "até agora uma notável desinclinação de seus residentes para entrar no confronto, apesar dos melhores esforços do Hamas".

#### Dos Estados Unidos

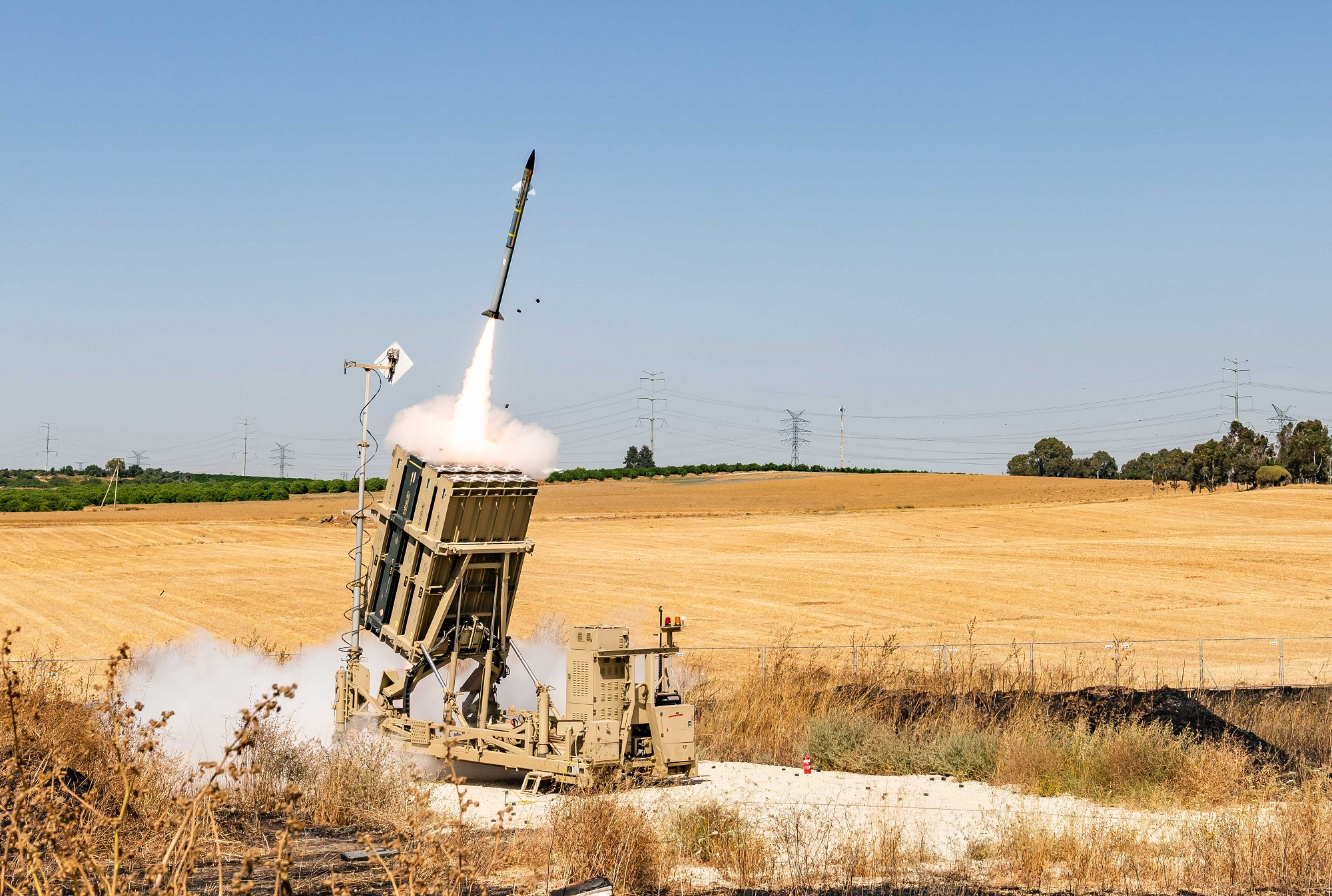
Um interceptador do sistema defensivo conhecido como "Cúpula de Ferro" utilizado por Israel para se defender contra os ataques de foguetes disparados pelo Hamas.

No dia 10 de maio, após o início do disparo de centenas de foguetes de Gaza contra Israel, o Secretário de Estado dos Estados Unidos, Antony Blinken, iniciou sua fala, em uma conferência de imprensa, expressando sua preocupação por causa dos foguetes do Hamas, enquanto também pedia calma em Jerusalém. Mais tarde, o porta-voz do Departamento de Estado, Ned Price, condenou a "escalação inaceitável" que constituíam os ataques de foguetes do Hamas, nos seguintes termos: "Enquanto rogamos aos dois lados pela redução da escalada do conflito, também reconhecemos o direito legítimo de Israel de defender a si, a seu povo e seu território." No mesmo pronunciamento, o porta-voz elogiou as decisões israelenses de adiamento da audiência sobre a evicção em Sheikh Jarrah e de redirecionamento da marcha do dia de Jerusalém.
No dia seguinte, o porta-voz reiterou o repúdio aos ataques do Hamas contra civis israelenses e reafirmou o apoio ao direito de Israel à legítima defesa; pediu ainda que as partes se acalmassem, e lamentou a perda de vidas inocentes em ambos os lados. Nos dias 12 e 13, pronunciamentos oficiais americanos reiteraram o "pleno apoio do presidente americano à segurança de Israel e ao direito legítimo de defender a si e a sua população, enquanto protege civis", acrescentando que o presidente Joe Biden "gostaria de ver uma redução das tensões em breve".
No dia 13, em uma ligação telefônica do Secretário de Estado americano para o presidente da Autoridade Palestina, Mahmoud Abbas, Blinken afirmou sua "convicção que os palestinos e os israelenses merecem, em igual medida, a liberdade, a dignidade, a segurança e a prosperidade". Em uma conferência na parte da tarde, o secretário destacou que há "uma distinção absoluta entre uma organização terrorista, Hamas, que está disparando foguetes sem parar – na verdade, alvejando civis – e a resposta de Israel ao defender a si próprio alvejando os terroristas que estão disparando sem parar os foguetes contra Israel".
Na ligação do presidente Biden para o primeiro-ministro Netanyahu mais tarde naquele dia, o presidente reiterou a mesma mensagem. Logo após, falando com jornalistas sobre a conversa, Biden disse: "minha expectativa e esperança é que isso termine em breve, mas Israel tem o direito de se defender quando se têm milhares de foguetes voando para dentro de seu território", uma indicação de que Washington não estava pressionando Israel a aceitar um cessar-fogo imediato; depois, inquirido sobre a ligação, o presidente disse que "não achava que Israel estivesse reagindo exageradamente aos foguetes do Hamas". Ainda no dia 13, o governo americano enviou o vice Secretário-Assistente para Questões Israelenses e Palestinas, Hady Amr, para a região, a fim de dialogar com ambas as partes, com o objetivo de alcançar um cessar-fogo.

#### Das nações árabes

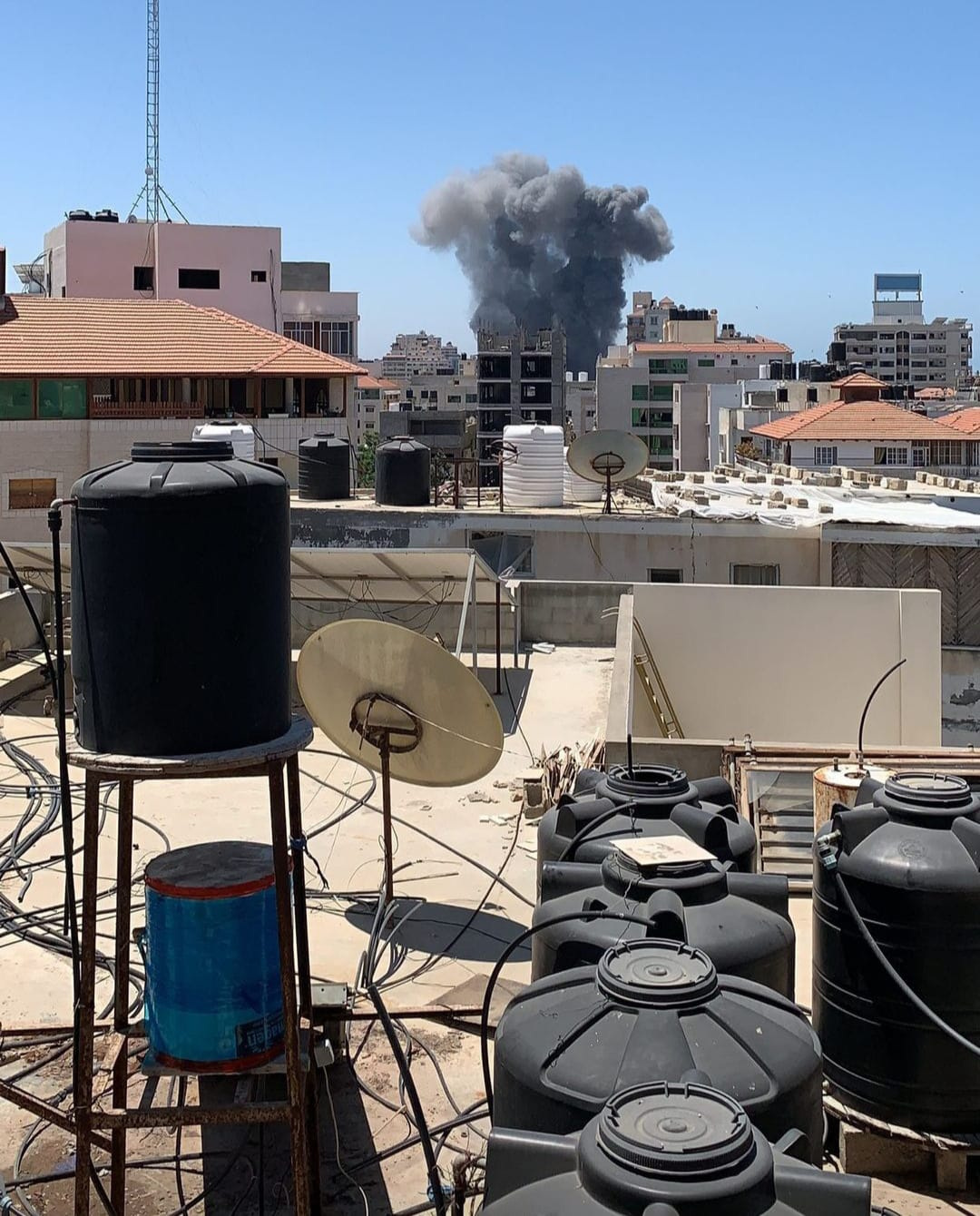
Explosão causada pela destruição de um edifício na Faixa de Gaza após bombardeio da força aérea israelense. As ações militares de Israel têm trazido críticas e elogios entre aqueles que acusam o governo israelense de bombardeio indiscriminado e os que defendem o direito de Israel de se defender.

Embora muitos governos árabes houvessem repudiado anteriormente a ação da polícia israelense em adentrar no pátio da Mesquita de Al-Aqsa para conter os manifestantes, praticamente não houve reação árabe diante da operação militar israelense "Guardião das Muralhas", levada a cabo pelas Forças de Defesa de Israel para destruir as bases de construção e lançamento de foguetes e centros de inteligência terroristas na Faixa de Gaza. Segundo a imprensa israelense, trata-se de uma omissão estratégica por parte dessas nações, algumas das quais estabeleceram recentemente relações diplomáticas e acordos com Israel. Tal atitude constituiria até mesmo um consentimento tácito dos vizinhos árabes à operação israelense de neutralização dos terroristas da Faixa de Gaza, consentimento motivado pela vulnerabilidade em comum das nações árabes diante do poderio militar do Irã, um rival que além de possuir grande poderio bélico e estar prestes a atingir a capacidade de fabricar armas nucleares, é também o responsável por financiar e treinar milícias terroristas que ameaçam a segurança de diversos países da região, milícias estas que incluem o Hamas e a Jihad Islâmica, que destinam-se oficialmente à aniquilação do Estado de Israel.
Os Emirados Árabes Unidos, nação árabe do Golfo Pérsico que, em agosto de 2020, estabeleceu relações diplomáticas e comerciais com Israel pelos Acordos de Abraão, teriam alertado à liderança do Hamas que os investimentos em infraestrutura planejados para a Faixa de Gaza não seriam levados em frente caso o grupo não mantivesse calmo o território, segundo informações que um alto-oficial emirático teria concedido ao jornal financeiro Globes. A proposta de investimentos dos Emirados Árabes na Faixa de Gaza fora feita após o estabelecimento de relações com Israel, e envolvia vários projetos de infraestrutura destinados à melhoria das condições de vida da população palestina, inclusive na Cisjordânia. O oficial emirático haveria declarado: "Nós ainda estamos prontos e dispostos a promover projetos civis em cooperação com a Autoridade Palestina e com a administração das Nações Unidas em Gaza, mas nossa condição necessária é a calma" e teria acrescentado: "Se o Hamas não se comprometer a estabelecer completamente a calma, está condenando os residentes da Faixa a uma vida de sofrimento. Seus líderes precisam entender que suas decisões políticas estão, antes de qualquer coisa, ferindo o povo de Gaza".

### Aos distúrbios em cidades israelenses
Diante dos confrontos urbanos espalhando-se pelas cidades israelenses com população mista de árabes e judeus, o Presidente de Israel, Reuven Rivlin, suplicou aos cidadãos que parassem com tal "loucura", declarando estar muito preocupado com a situação, e afirmou que implora aos israelenses por paz interna, enquanto Israel enfrenta ataques de inimigos externos. O presidente disse: "Eu peço e imploro a todos os líderes locais, aos líderes religiosos, aos cidadãos, aos pais! Vocês todos podem parar essa coisa terrível que está acontecendo diante dos nossos olhos!" E afirmou: "Nós estamos lidando com uma guerra civil entre nós sem nenhuma razão. Por favor, parem essa loucura." E ainda: "Eu imploro a vocês. Esse país pertence a todos nós. Desistam”.